# Tora Teje
Tora Teje (ur. 17 stycznia 1893 w Sztokholmie, zm. 30 kwietnia 1970 tamże) – szwedzka aktorka teatralna i filmowa. Na przestrzeni lat 1920 – 1939 wystąpiła w 10 produkcjach.

## Filmografia
- Gubben kommer (1939)
- Giftas (1926)
- Damen med kameliorna (1925)
- 33.333 (1924)
- Norrtullsligan (1923)
- Czarownice (Häxan) (1922)
- Familjens traditioner (1920)
- Erotikon (1920)
- Rozbity zegar (Karin Ingmarsdotter) (1920)
- Klasztor w Sandomierzu (Klostret i Sendomir) (1920)